# Каслтон (Вермонт)
Каслтон (англ. Castleton) — місто (англ. town) в США, в окрузі Ратленд штату Вермонт. Населення — 4458 осіб (2020).

## Демографія
Згідно з переписом 2010 року, у місті мешкало 4717 осіб у 1617 домогосподарствах у складі 996 родин. Було 2216 помешкань
Расовий склад населення:
| - 97,8 % — білих - 0,5 % — азіатів - 0,4 % — чорних або афроамериканців - 0,1 % — корінних американців |

До двох чи більше рас належало 0,8 %. Частка іспаномовних становила 1,3 % від усіх жителів.
За віковим діапазоном населення розподілялося таким чином: 13,5 % — особи молодші 18 років, 74,9 % — особи у віці 18—64 років, 11,6 % — особи у віці 65 років та старші. Медіана віку мешканця становила 32,0 року. На 100 осіб жіночої статі у місті припадало 102,3 чоловіків;  на 100 жінок у віці від 18 років та старших — 102,7 чоловіків також старших 18 років.
Середній дохід на одне домашнє господарство  становив 65 065 доларів США (медіана — 55 635), а середній дохід на одну сім'ю — 80 861 долар (медіана — 80 588). Медіана доходів становила 44 918 доларів для чоловіків та 36 647 доларів для жінок. За межею бідності перебувало 11,7 % осіб, у тому числі 8,4 % дітей у віці до 18 років та 10,6 % осіб у віці 65 років та старших.
Цивільне працевлаштоване населення становило 2582 особи. Основні галузі зайнятості: освіта, охорона здоров'я та соціальна допомога — 35,4 %, роздрібна торгівля — 14,3 %, виробництво — 13,2 %.